# Stevenia pallidiventris
Stevenia pallidiventris là một loài ruồi trong họ Tachinidae.